# Nico Scheepmaker Beker
De Nico Scheepmaker Beker is een prijs voor de schrijver van het beste sportboek van het jaar. De prijs is vernoemd naar (sport)journalist Nico Scheepmaker (1930-1990), die vanaf 1957 schreef over sport en met zijn aanpak de Nederlandse sportjournalistiek heeft veranderd. Hij was volgens de initiatiefnemers niet alleen een pionier in de sportstatistiek, maar was tevens in staat sportgebeurtenissen in een bredere maatschappelijke context te plaatsen.

## Geschiedenis
De eerste verkiezing van het beste sportboek vond plaats op 23 februari 2005 in het Olympisch Stadion te Amsterdam, waar het beste sportboek van het jaar 2004 werd bekendgemaakt. De tweede op 31 januari 2006, opnieuw in het Olympisch Stadion. Nadien is jaarlijks een verkiezing georganiseerd. Er zijn verschillende prijzen, naast de vakprijs is er een publieksprijs waarvoor iedereen via het internet kan deelnemen.
De beker is een initiatief van journalist Mark Grijsbach (Sportboek.nl), sporthistoricus Jurryt van de Vooren (Sportgeschiedenis.nl) en ondernemer Jan Pieter Ellerbroek, aangevuld met Carla de Groot, directeur Olympisch Stadion.

## Bekroonde boeken

### Vakprijs
- 2004 Auke Kok met 1974 Wij waren de besten
- 2005 Joop Holthausen met Het geheim van Raleigh. De biografie van een bijzondere wielerploeg
- 2006 Marcel van Roosmalen met Hard gras 48: Je hebt het niet van mij. Een tragi-komisch verslag van een jaar Vitesse
- 2007 Hugo Borst, Johan Derksen, Leo Driessen, Hans van Echtelt, Wilfried de Jong, Bert Nederlof, Chris van Nijnatten, Matty Verkamman en Jaap Visser (De Buitenspelers) met Willem van Hanegem
- 2008 Iwan van Duren en Marcel Rözer met Voetbal in een vuile oorlog. WK Argentinië 1978[1]
- 2009 Erik Brouwer met Spartacus. De familiegeschiedenis van twee joodse olympiërs
- 2010 Edwin Schoon met De macht van de bal
- 2011 Carel van Hees met Eversteijn
- 2012 Wilfried de Jong met Kop in de wind
- 2013 Jan Boesman met De fiets van Lautrec
- 2014 Michel van Egmond met Kieft[2][3]

Vanaf 2015 werden de prijzen uitgereikt in het jaar volgend op de toekenning
- 2015 Peter Ouwerkerk met Etalagecoureur[4]
- 2016 Auke Kok met 1936: Wij gingen naar Berlijn
- 2017 Bert Wagendorp en JW Roy met  Lance, the rise and fall in 14 songs
- 2018 Hugo Logtenberg met De Hand van Van Gaal
- 2019 Frank Heinen met Buiten de lijnen
- 2020 Erik Dijkstra met Ali was mijn vriend.
- 2021 Wiep Idzenga met Het Duel - de titanenstrijd tussen Mathieu van der Poel en Wout van Aert
- 2022 James Worthy met Liverpool
- 2023 Nando Boers met Het plan
- 2024 Rolf Bos met Russische Spelen

### Publieksprijs
- 2004 Frits van Someren met Het leven van Formule 1 coureur Godin de Beaufort
- 2005 Menno Pot met Vak 127
- 2006 Paul Vos met Hooligans, 16 openhartige verhalen
- 2007 Hans Klippus en Lex Stofkooper met De Derby. De waarheid achter de Spakenburgse rood-blauwe twisten
- 2008 Jeroen van den Berk met PSV 1988. Reconstructie van een gouden jaar
- 2009 Gerrit-Jan van Heemst met De dag van Pim en Pierre. Het verhaal achter de UEFA Cupwinst van Feyenoord
- 2010 Guido Bindels met Teun van Vliet
- 2011 Thomas Dekker met Schoon genoeg
- 2012 Sjoerd Mossou met Avondje NAC
- 2013 Vincent de Vries met Vechtlust
- 2014 Michel van Egmond met Kieft[5][6]

Vanaf 2015 werden de prijzen uitgereikt in het jaar volgend op de toekenning
- 2016 Michel van Egmond en Jan Hillenius met Topshow[7]